# 张时彻
张时彻（1500年—1577年），字惟静，号东沙，浙江宁波府鄞县（今属浙江宁波市）人。明朝军事人物，学者。官至南京兵部尚書，參贊機務。

## 生平
明孝宗弘治十七年（1504年）九月二十四日出生。正德十四年（1519年）己卯科浙江乡试第四十七名舉人。嘉靖二年（1523年），登癸未科會試七十一名，廷試二甲六十三名进士第。授南京禮部精膳司主事，升員外郎、郎中。嘉靖十年（1531年）遷江西提學副使。調山東。嘉靖十四年（1535年）升福建布政司參政，歷雲南按察使、山東右布政使、湖廣右布政使、河南左布政使。嘉靖二十四年（1545年）以都察院右副都御史巡撫四川。嘉靖二十八年（1549年）加兵部右侍郎兼都察院右僉都御史，巡撫江西。次年任南京刑部右侍郎，調兵部右侍郎，轉左。嘉靖三十四年（1555年）升南京兵部尚书。曾参与抗击倭寇。
歸鄉後寄情詩酒，与范钦、屠大山主甬上文炳，合称“东海三司马”。

## 家族
曾祖张公晔。祖父张緒。父张忭。母孫氏。具庆下。弟時口、時檄。张时彻与张邦奇为叔侄亲戚，又同为尚书，故二人又有“叔侄尚书”之谓。

## 著作
- 《芝园全集》八十五卷
- 《摄生众妙方》，医学著作
- 《陈后冈诗集》，文集一卷，张时彻选
- 《戴中丞集》八卷 附录一卷，戴暨撰，张时彻选

## 外部連結
- 明朝兵部尚书张时彻墓前石马重现 进行抢救性挖掘 （页面存档备份，存于） 钱江晚报
- 攝生眾妙方 （页面存档备份，存于） 中藥方劑像數據庫  (香港浸會大學中醫藥學院) （中文）（英文）